# Fiona Brown
Fiona Alison Brown (født 31. marts 1995) er en kvindelig skotsk fodboldspiller, der spiller som angreb for FC Rosengård i Damallsvenskan og Skotlands kvindefodboldlandshold, til 2015.
Hun har tidligere spillet for skotske Celtic F.C. og Glasgow City F.C., samt svenske Eskilstuna United DFF. Siden November 2017, har hun optrådt for topklubben FC Rosengård.

## Statistik

### Landsholdsmål
| Mål | Dato             | Lokation                                | Modstander  | Score | Resultat | Turnering                                   |
| --- | ---------------- | --------------------------------------- | ----------- | ----- | -------- | ------------------------------------------- |
| 1   | 24. oktober 2017 | St. Mirren Park, Paisley, Skotland      | Albanien    | 2–0   | 5–0      | VM i fodbold for kvinder 2019 kvalifikation |
| 2   | 6. marts 2018    | Pinatar Football Arena, Murcia, Spanien | New Zealand | 2–0   | 2–0      | Venskabskamp                                |